# Friedrich Hammacher

Friedrich Hammacher

Friedrich Adolf Hammacher (* 1. Mai 1824 in Essen; † 11. Dezember 1904 in Charlottenburg bei Berlin) war ein deutscher Industriejurist, Wirtschaftsführer und Reichstagsabgeordneter.

## Leben

### Bildungsweg
Der Sohn eines Essigfabrikanten besuchte das Königliche Gymnasium am Burgplatz zu Essen Nach dem Abitur (1841) studierte er an der Rheinischen Friedrich-Wilhelms-Universität Rechtswissenschaft. 1842 wurde er im Corps Guestphalia Bonn recipiert. Als Inaktiver wechselte er an die Friedrich-Wilhelms-Universität zu Berlin. Den Vorbereitungsdienst absolvierte er am Oberlandesgericht Münster. Im April 1856 wurde er an der Eberhard Karls Universität Tübingen promoviert.
Schon während des Studiums hatte er Kontakt zu sozialistischen Kreisen. Ab 1848 war er Mitglied der Essener Demokratischen Partei. Nach der Auflösung der preußischen Nationalversammlung war er aktiv im Kampf gegen die Regierung. Als einer der Führer befand er sich zwischen November 1848 und April 1849 in Untersuchungshaft und wurde vom Dienst suspendiert. Obwohl er von allen Anklagepunkten freigesprochen wurde, entfernte man ihn als disziplinarische Maßnahme 1850 aus dem Staatsdienst. Da ihm auch die Zulassung als Anwalt verwehrt wurde, war er als Berater und Gutachter für eine Kanzlei in Mülheim an der Ruhr tätig. Ab 1853 war er Stadtverordneter der Stadt Mülheim an der Ruhr. Nach seinem Umzug 1856 nach Essen wurde er dort Stadtverordneter. Am 9. Juni 1859 wurde er für sechs Jahre zum unbesoldeten Beigeordneten unter Bürgermeister Ernst Heinrich Lindemann. Er wurde nach Ablauf der ersten Amtszeit wiedergewählt, allerdings von der preußischen Regierung in diesem Amt bestätigt.

### Politische Entwicklung
Er war von der Gründung am 27. Dezember 1858 bis zum 21. Februar 1890 Vorsitzender des Vereins für die bergbaulichen Interessen im Oberbergamtsbezirk Dortmund, an dessen Gründung in Essen er maßgeblich beteiligt war.
Sein Lebensweg vom jungen Revolutionär 1848, in dem er u. a. mit dem sozialistisch gesinnten Ehepaar Fritz Anneke und Mathilde Franziska Anneke befreundet war, zum staatstragenden Wirtschaftsführer und Unternehmer des Kaiserreiches ab 1871 ist typisch für die Entwicklung des liberalen deutschen Bürgertums in der zweiten Hälfte des 19. Jahrhunderts. Er ließ seinen Töchtern guten Unterricht zukommen und gewann dafür Helene Lange.

### Reichstag
Für den Wahlkreis Halle a/S. war er 1869–1871 Mitglied des Norddeutschen Reichstages. Denselben Wahlkreis vertrat er von der Reichstagswahl 1871 bis zur Reichstagswahl 1874. Von der Reichstagswahl 1877 bis 1879 vertrat er den Wahlkreis Lauenburg/Elbe in der Provinz Schleswig-Holstein im Reichstag (Deutsches Kaiserreich). Über fünf Wahlperioden (1881–1898) saß er für den Reichstagswahlkreis Regierungsbezirk Düsseldorf 6 (Duisburg, Mülheim) im Reichstag.

### Preußisches Abgeordnetenhaus
36 Jahre, von 1863 bis 1898, saß er im Preußischen Abgeordnetenhaus. Zunächst Mitglied der Deutschen Fortschrittspartei, trat er am 21. August 1867 aus der Fraktion der Fortschrittspartei aus. Er gehörte zu den Gründern der Nationalliberalen Partei.

### Kolonialpolitik
Hammacher engagierte sich auch in der Politik um die Deutschen Kolonien. 1882 war er an der Gründung des Deutschen Kolonialvereins beteiligt. Er fungierte ab 1886 als dessen 1. Vorsitzender. Ab dem 1. Januar 1888 war er stellvertretender Präsident der neu begründeten Deutschen Kolonialgesellschaft. 1885 gründete er darüber hinaus die Deutsche Kolonialgesellschaft für Südwestafrika, ein Konsortium, das am 3. April 1885 das von Adolf Lüderitz erworbene Lüderitzland und ihre Verbindlichkeiten und Rechte, darunter vor allem auch die Bergbaurechte übernahm. Hammacher wurde erster stellvertretender Vorsitzender dieser Organisation und war in der Folge auch an der Gründung der Neuguinea-Kompagnie beteiligt.

### Versicherungswesen
1890 gehörte Hammacher zu den Gründern der Allianz-Versicherung, bei der er neben den Gründern aus dem Umkreis der Münchener Rück ebenso wie Heinrich Lueg und Wilhelm Oechelhäuser als einflussreiche Persönlichkeit aus Politik und Industrie eine kleinere Beteiligung übernahm. Später wurde er in den Aufsichtsrat der Münchener Rück berufen.

## Aktivitäten als Bergwerksbesitzer
Hammacher besaß zahlreiche Anteile (Kuxe) an Bergwerken im In- und Ausland. Er war Mitbegründer der ersten tiefen Kohlenbergwerke im Ruhrgebiet, darunter die am 10. Juli 1856 gegründete Zeche Pluto-Thies (Direktoren: Heinrich Thies (Essen), Friedrich Hammacher (Essen), Julius Scheidt (Kettwig), Gustav Runde (Braunschweig), stv.: Heinrich Kirchweger (Hannover), Wilhelm Schieß (Magdeburg)). Er war 1856 Mitbegründer der Arenberg´sche Bergbau- und Hüttengesellschaft in Essen. In Magdeburg war er Mitgründer der „Magdeburger Bergwerks-AG“, die mit einem Aktienkapital von 500 000 Reichstalern versehen war. Zum ersten Vorstand der AG, die die Zeche „Königsgrube“ bei Röhlinghausen betrieb, gehörten Hermann Alexander Zuckschwerdt und Christian Friedrich Budenberg aus Magdeburg, Friedrich Grillo, Friedrich Scherenberg und Friedrich Hammacher aus Essen. Man nannte sie scherzhaft die „drei Friedriche“.
Zur Stärkung der Kohlenindustrie im Ruhrgebiet setzte sich Hammacher außerdem für den Bau eines Emscher-Kanals ein (heute Rhein-Herne-Kanal). Hammacher war im März 1857 Mitbegründer des Essener Komitees zum Bau dieses Kanals. Er befürwortete den Bau einer Nordroute über Münster. Nachdem entsprechende Vorlagen zunächst im preußischen Abgeordnetenhaus (1882) und dann im preußischen Herrenhaus (1883) gescheitert waren, wurde am 10. Juni 1886 das Gesetz zum Bau des Dortmund-Ems-Kanals als Teil einer Wasserstraße vom Rhein über die Weser zur Elbe beschlossen. Hammacher befürwortete auch im Reichstag den Bau des Kanals und beteiligte sich aktiv an den Vorbereitungen der Planung und des Gesetzesentwurfs.
Hammachers Kenntnissen und Kontakten ist es auch zu verdanken, dass das Silber-Blei-Zink-Bergwerk an der Biberwierer Silberleithe / Tirol, dessen Miteigentümer er war, ab 1880 bis 1921 zu seiner vorerst letzten Blüte kam. Dort sind der Friedrich-Hammacher-Stollen und das Berghaus der ehemaligen Materialseilbahn (Friedrich-Hammacher-Haus) ihm zu Ehren benannt.
Im Bergarbeiterstreik von 1889 verhandelte er mit der Streikleitung. Er führte diese Verhandlungen in seiner Funktion als Vorsitzender des Vereins für die bergbaulichen Interessen im Oberbergamtsbezirk Dortmund und einigte sich nach langwierigen Beratungen mit den Bergarbeitervertretern auf einen Kompromiss, der im sogenannten Berliner Protokoll festgehalten wurde und auf Unternehmer- und Bergarbeiterseite beraten werden sollte. Während die Delegiertenversammlung der Bergarbeiter in Bochum dem Kompromiss zustimmte, erklärten sich die Zechenbesitzer erst nach einer Intervention Kaiser Wilhelms II. am 18. Mai 1889 bereit, einer abgeschwächten Version des von Hammacher ausgehandelten Kompromisses zuzustimmen.

## Familiäres
In den 1890er Jahren wohnte die Familie in der Kurfürstenstraße 115 in Berlin. 
Friedrich Hammacher starb 1904 im Alter von 80 Jahren in Charlottenburg bei Berlin. Er wurde auf dem Alten Zwölf-Apostel-Kirchhof in Schöneberg bei Berlin beigesetzt. Das Grab ist nicht erhalten.
Sein Sohn Karl von Hammacher wurde Polizeipräsident in Aachen.

## Schriften (Auswahl)
- Das preußische Civil-Prozeß-Verfahren und die nassauische Civil-Prozeß-Reform mit besonderer Rücksicht auf den Flach'schen Entwurf einer Civil-Prozeß-Ordnung für das Herzogthum Nassau. W. Friedrich, Wiesbaden 1849. Digitalisierte Sammlungen der Staatsbibliothek zu Berlin
- Das Berggesetz vom 24. Juni 1865 Vortrag. G.D. Baedeker, Essen 1865.
- Bericht der Siebenten Kommission des Deutschen Reichstages betreffend den Entwurf eines Patentgesetzes : Nebst der Zusammenstellung des Entwurfes eines Patentgesetzes nach den Beschlüssen der Kommission. Berichtstatter Abgeordneter Dr. Hammacher. Berlin 1877. Google

## Ehrungen
- Ehrenbürger folgender Städte:
  - Mülheim (1888)
  - Duisburg (1888)
  - Essen (1888)
  - Ruhrort (1888)
  - Meiderich (1898)
- 1890 Ehrenmitglied des Bergbau-Vereins in Essen
- Straßenbenennungen:
  - Hammacherstraße in Essen
  - Dr.-Hammacher-Straße in Duisburg-Ruhrort

- Franz von Lenbach malte Hammacher als Wirtschaftsführer.
- Ehrenmitglied des Corps Guestphalia Bonn (1894)[18]

## Mitgliedschaften
- Essener Freimaurerloge Alfred zur Linde, dort regte er die Gründung der wohltätigen Stiftung zum Besten Hilfsbedürftiger der Fortbildungsschule an
- Gesetzlose Gesellschaft zu Berlin (1902–1904)